# Episodi di The Rifleman (seconda stagione)
La seconda stagione della serie televisiva The Rifleman è stata trasmessa in anteprima negli Stati Uniti d'America dalla American Broadcasting Company tra il 29 settembre 1959 e il 31 maggio 1960.
| nº | Titolo originale    | Titolo italiano | Prima TV USA      | Prima TV Italia |
| -- | ------------------- | --------------- | ----------------- | --------------- |
| 1  | The Patsy           |                 | 29 settembre 1959 |                 |
| 2  | Bloodlines          |                 | 6 ottobre 1959    |                 |
| 3  | The Blowout         |                 | 13 ottobre 1959   |                 |
| 4  | Obituary            |                 | 20 ottobre 1959   |                 |
| 5  | Tension             |                 | 27 ottobre 1959   |                 |
| 6  | Eddie's Daughter    |                 | 3 novembre 1959   |                 |
| 7  | Panic               |                 | 10 novembre 1959  |                 |
| 8  | Ordeal              |                 | 17 novembre 1959  |                 |
| 9  | The Spiked Rifle    |                 | 24 novembre 1959  |                 |
| 10 | Letter of the Law   |                 | 1º dicembre 1959  |                 |
| 11 | The Legacy          |                 | 8 dicembre 1959   |                 |
| 12 | The Baby Sitter     |                 | 15 dicembre 1959  |                 |
| 13 | The Coward          |                 | 22 dicembre 1959  |                 |
| 14 | Surveyors           |                 | 29 dicembre 1959  |                 |
| 15 | Day of the Hunter   |                 | 5 gennaio 1960    |                 |
| 16 | Mail Order Groom    |                 | 12 gennaio 1960   |                 |
| 17 | A Case of Identity  |                 | 19 gennaio 1960   |                 |
| 18 | The Visitor         |                 | 26 gennaio 1960   |                 |
| 19 | Hero                |                 | 2 febbraio 1960   |                 |
| 20 | The Horse Traders   |                 | 9 febbraio 1960   |                 |
| 21 | The Spoiler         |                 | 16 febbraio 1960  |                 |
| 22 | Heller              |                 | 23 febbraio 1960  |                 |
| 23 | The Grasshopper     |                 | 1º marzo 1960     |                 |
| 24 | A Time for Singing  |                 | 8 marzo 1960      |                 |
| 25 | The Deserter        |                 | 15 marzo 1960     |                 |
| 26 | The Vision          |                 | 22 marzo 1960     |                 |
| 27 | The Lariat          |                 | 29 marzo 1960     |                 |
| 28 | Smoke Screen        |                 | 5 aprile 1960     |                 |
| 29 | Shotgun Man         |                 | 12 aprile 1960    |                 |
| 30 | Sins of the Father  |                 | 19 aprile 1960    |                 |
| 31 | The Prodigal        |                 | 26 aprile 1960    |                 |
| 32 | The Fourflusher     |                 | 3 maggio 1960     |                 |
| 33 | The Jailbird        |                 | 10 maggio 1960    |                 |
| 34 | Meeting at Midnight |                 | 17 maggio 1960    |                 |
| 35 | Nora                |                 | 24 maggio 1960    |                 |
| 36 | The Hangman         |                 | 31 maggio 1960    |                 |